# Amelie Kober
Amelie Kober (Bad Aibling, 16 de noviembre de 1987) es una deportista alemana que compitió en snowboard, especialista en las pruebas de eslalon paralelo.
Participó en tres Juegos Olímpicos de Sochi 2014, obteniendo en total dos medallas, plata en Turín 2006 y bronce en Sochi 2014, y el octavo lugar en Vancouver 2010.
Ganó tres medallas en el Campeonato Mundial de Snowboard, en los años 20107 y 2013.

## Medallero internacional
| Juegos Olímpicos   | Juegos Olímpicos  | Juegos Olímpicos  | Juegos Olímpicos         |
| Año                | Lugar             | Medalla           | Competición              |
| ------------------ | ----------------- | ----------------- | ------------------------ |
| 2006               | Turín (Italia)    | Medalla de plata  | Eslalon gigante paralelo |
| 2014               | Sochi (Rusia)     | Medalla de bronce | Eslalon paralelo         |
| Campeonato Mundial |                   |                   |                          |
| Año                | Lugar             | Medalla           | Competición              |
| 2007               | Arosa (Suiza)     | Medalla de plata  | Eslalon gigante paralelo |
| 2013               | Stoneham (Canadá) | Medalla de bronce | Eslalon paralelo         |
| 2013               | Stoneham (Canadá) | Medalla de bronce | Eslalon gigante paralelo |